# Natacha Karam
Natacha Karam (Gedda, 9 aprile 1994) è un'attrice saudita naturalizzata libanese.

## Biografia
È nata a Gedda, in Arabia Saudita, da madre nordirlandese e padre franco-libanese.

### Carriera
È nota principalmente per il ruolo principale di Marjan Marwani nella serie televisiva 9-1-1: Lone Star e per quello di Jazmine Kahn nella serie poliziesca The Brave.

## Filmografia

### Cinema
- Hurricane - Allerta uragano (The Hurricane Heist), regia di Rob Cohen (2018)
- The Old Guard, regia di Gina Prince-Bythewood (2020)

### Televisione
- The Brave - serie TV, 13 episodi (2017-2018)
- Testimoni silenziosi (Silent Witness) - serie TV, episodio 20x01 (2017)
- Homeland - Caccia alla spia (Homeland) - serie TV, episodio 6x03 (2017)
- 9-1-1: Lone Star - serie TV, 72 episodi (2020-2025)

## Doppiatrici italiane
Nelle versioni in italiano delle opere in cui ha recitato, Natacha Karam è stata doppiata da:
- Chiara Gioncardi in The Brave
- Loretta Di Pisa in 9-1-1: Lone Star